# Kristina Ophardt
Kristina Ophardt es una deportista alemana que compitió en esgrima, especialista en la modalidad de espada.
Ganó una medalla de bronce en el Campeonato Mundial de Esgrima de 1999 y una medalla de oro en el Campeonato Europeo de Esgrima de 1998, ambas en la prueba por equipos.

## Palmarés internacional
| Campeonato Mundial | Campeonato Mundial   | Campeonato Mundial | Campeonato Mundial |
| Año                | Lugar                | Medalla            | Prueba             |
| ------------------ | -------------------- | ------------------ | ------------------ |
| 1999               | Seúl (Corea del Sur) | Medalla de bronce  | Espada por equipos |
| Campeonato Europeo |                      |                    |                    |
| Año                | Lugar                | Medalla            | Prueba             |
| 1998               | Plovdiv (Bulgaria)   | Medalla de oro     | Espada por equipos |